# Irena Szanser
Irena Wanda Szanser z domu Strażyc (ur. 11 lipca 1924 w Kielcach, zm. 30 marca 2020 w Warszawie) – polska esperantystka, pedagog, metodyczka, autorka książek historycznych i książek metodycznych w języku esperanto. Uczestniczka powstania warszawskiego ps. Lutnia.

## Życiorys
Irena Szanser urodziła się 11 lipca 1924 r. w Kielcach. Jej rodzicami byli Michał Strażyc i Irena Skarbek-Kruszewska, nauczyciele w szkołach średnich. Przed II wojną światową uczyła się w gimnazjum w Puławach i działała w ruchu harcerskim. Po roku 1939 kontynuowała naukę, uczęszczając na tajne komplety w Sandomierzu. Podczas wojny służyła jako ochotniczka w konspiracyjnej organizacji harcerskiej, w batalionie „Chrobry I” Armii Krajowej, pod pseudonimem Lutnia. Została kontuzjowana w twarz i oko, do końca życia pozostała inwalidą wojennym. Maturę zdała w 1943 r., a świadectwo dojrzałości otrzymała dopiero w dwa lata później, wystawione przez kuratorium kieleckie na podstawie materiałów komisji weryfikacyjnej dla legalizacji tajnego nauczania.
Po wojnie ukończyła studia na Uniwersytecie i Politechnice Wrocławskiej. W 1950 roku uzyskała dyplom magistra nauk technicznych i inżyniera chemika. W latach 1978–1982 i 1985–1989 odbyła studia podyplomowe w Instytucie Kształcenia Nauczycieli w zakresie języków obcych oraz dydaktyki języków obcych.
Działalność zawodowa Ireny Szanser obejmowała kilka różnych kierunków. Pracowała jako projektant, nauczyciel, a także jako wykładowca języków obcych, m.in. w Studium Przedwodnickim, Towarzystwie Polska-Ameryka Łacińska oraz w ramach kursów dla pilotów. Pracowała również jako przewodnik na Zamku Królewskim i w Muzeum Narodowym, w językach hiszpańskim, francuskim, niemieckim i esperanto. Pełniła funkcję kierownika i wykładowcy na kursach pedagogicznych w Polsce i w Szwajcarii. Była także autorką programów nauczania we współpracy z IKN (Instytut Kształcenia Nauczycieli) oraz ILEI (Internacia Ligo de Esperantistaj Instruistoj).
Od 2005 roku należała do Związku Szlachty Polskiej, w którym pełniła funkcję członka zarządu oddziału warszawskiego. Była także członkiem Warszawskiego Towarzystwa Genealogicznego. Od 2008 r. była honorowym członkiem międzynarodowej organizacji nauczycielskiej ILEI.

## Esperantystka

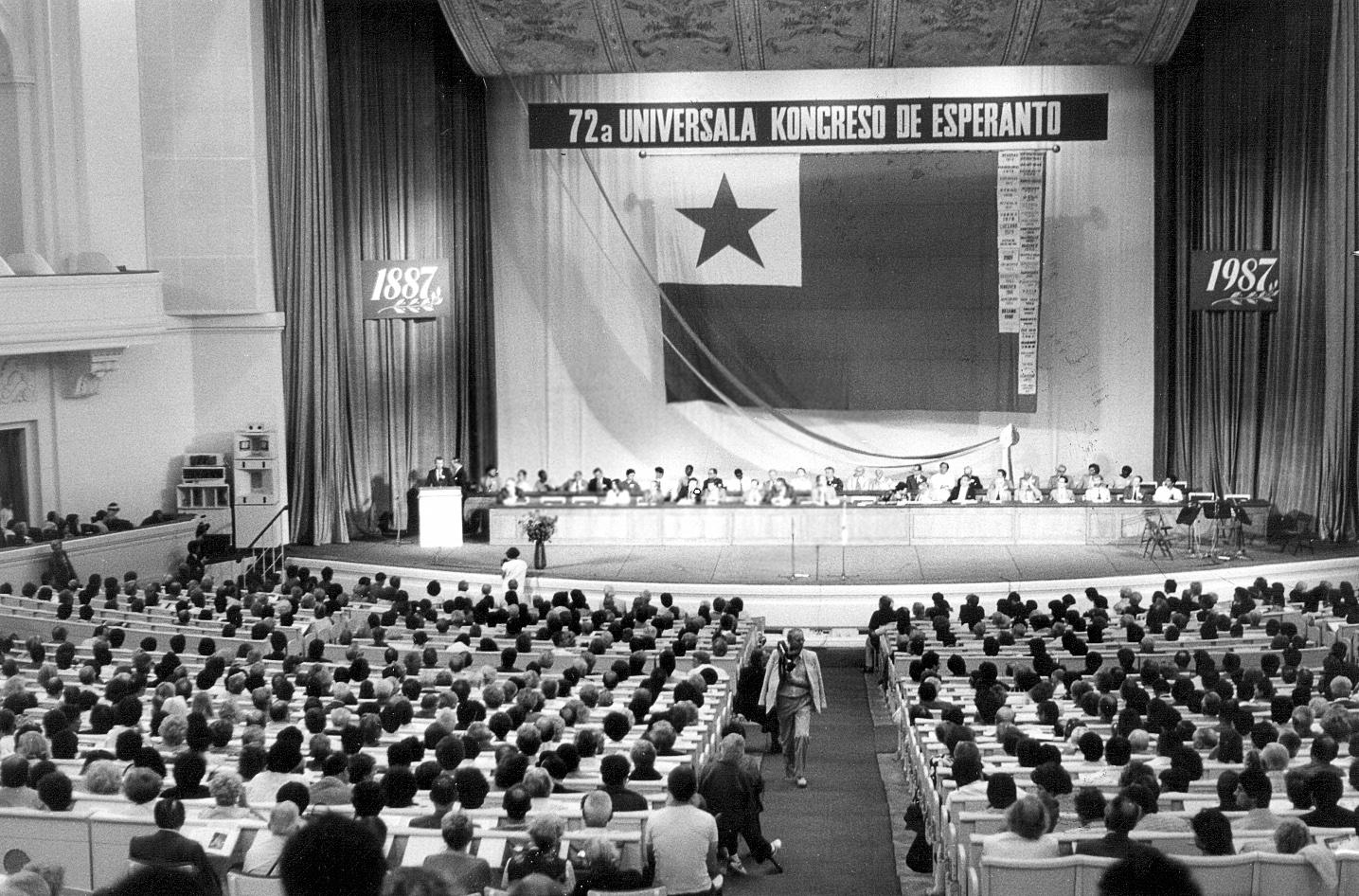
Światowy Kongresach Esperanto, Warszawa, 1987

W 1973 roku w Rimini we Włoszech została esperantystką. Była samoukiem i przy pomocy książki Sygnarskiego nauczyła się języka esperanto, a następnie sama zaczęła nauczać języka i działać w ruchu esperantystów. W 1978 roku została dyplomowanym nauczycielem języka esperanto. W tym samym roku wzięła udział w seminarium szkoleniowym dla nauczycieli w Warnie na temat metody Andrésa Cseha. Od 1978 roku prowadziła kursy esperanto w Polsce i za granicą oraz wykładała w warszawskim oddziale Polskiego Związku Esperantystów (PZA). Już w liceum w Puławach dobrze znała łacinę, francuski i niemiecki. Później studiowała te języki oraz dodatkowo hiszpański.
W 1979 r. Irena Szanser rozpoczęła współpracę z Instytutem Kształcenia Nauczycieli w Warszawie. W 1986 i 1988 r. wyjeżdżała do Paryża i San Cugat del Vallés w celu dalszego kształcenia się w esperanto. Badała dydaktykę języka i przygotowywała materiały do nauczania, pisała artykuły o językoznawstwie i pedagogice. W 1981 r. została wybrana dyrektorem PZA ds. nauczania, w latach 1980–1985 była przewodniczącą komisji pedagogicznej PZA. Irena Szanser zorganizowała i poprowadziła krajowe kursy pedagogiczne, a także ogólnopolskie konferencje, seminaria dla nauczycieli i liderów esperanto. W 1985 r. zorganizowała XIX Ogólnopolską Konferencję Pedagogiczną w Kaliszu.
Główna idea i działalność koncentrowała się na przygotowaniu nauczycieli esperanto i języków obcych we współpracy z IKN. Opracowała program nauczania mający na celu przygotowanie filologów i nauczycieli języków obcych do nauczania esperanto w szkołach. Programy miał dwa warianty: studia podyplomowe dla filologów i nauczycieli języków szkolnych – z dodatkiem specjalizacji szkolnego nauczania esperanto, oraz studia podyplomowe dla nauczycieli szkolnych różnych kierunków z dodatkiem specjalizacji szkolnego nauczania esperanto. Program nauczania został uznany przez IKN i ministerstwa edukacji i szkolnictwa wyższego.
W latach 1983–1990 prowadziła kursy językowe, seminaria pedagogiczne i metodologiczne w kraju i za granicą, m.in. w NRD, Bułgarii, Wielkiej Brytanii, Holandii, Hiszpanii, Belgii, na Węgrzech i Litwie. Uczestniczyła czynnie w wielu Światowych Kongresach Esperanto m.in. w Vancouver w 1984 r., w Pekinie w 1986 r., w Hawanie i Hanabanilli na Kubie w 1990 r. W latach 1982–1985 była członkiem komisji edukacyjnej UEA, a w latach 1986–1990 członkiem zespołu ds. międzynarodowych badań ILEI – UEA. Jako członek komisji edukacyjnej UEA, w imieniu UEA i ILEI, przygotowała plany, materiały na międzynarodowe kursy metodologiczne, a następnie poprowadziła je w La Chaux-de-Fonds w Szwajcarii w 1988, 1989 i 1990 r., jako wykładowca i główny egzaminator oraz autor prac metodologicznych.
Irena Szanser zmarła 30 marca 2020 r. w Warszawie.

## Odznaczenia i wyróżnienia
Irena Szanser otrzymała wiele odznaczeń zarówno za swoją działalność w czasie II wojny światowej, jak i za późniejszą pracę:
- Odznaka honorowa „Za Zasługi dla Warszawy”, 1989
- Tytuł Najlepszego Przewodnika w Warszawie „Cicerone 94”
- Medal za Długoletnie Pożycie Małżeńskie, 1995[6]
- Honorowa Odznaka PTTK, 1996
- Medal Okolicznościowy „IV Wieki Stołeczności Warszawy”, 1996
- Krzyż Armii Krajowej, 1998
- Odznaka „Weteran Walk o Wolność i Niepodległość Ojczyzny”, 2001
- Krzyż Kawalerski Orderu Odrodzenia Polski, 2004[7]
- Złota Odznaka Politechniki Wrocławskiej, 2005
- Medal „Pro Memoria”, 2007

## Wybrane dzieła
- Rodzina Strażyców, 2006
- Śladami dziewięciu córek Chelińskich z Kotlic, 2009
- Wychowanie harcerskie w czasie okupacji, 2003
- Rękopisy z Archiwum Radziwiłłów jako zabytek języka polskiego, oraz źródło badań historycznych, obyczajowych i genealogicznych. Wypisy, 2006

W języku esperanto:
- Glotodidaktikaj kaj specifaj aspektoj de lignvo-instruado, 1988
- Elektitaj problemoj de psikologio por linvo-instruisto, 1989
- Pri Janusz Korczak flustre, 2006